# Angelo Visentin
Angelo Visentin (Postioma, 2 ottobre 1900 – Treviso, 2 marzo 1951) è stato un politico italiano.

## Biografia
Nel 1945 figurò tra i fondatori della Coldiretti trevigiana, divenendone il primo presidente.
Venne eletto deputato con la Democrazia Cristiana alle elezioni politiche del 1948, morì durante il mandato parlamentare il 2 marzo 1951 all'età di 50 anni. Fu quindi sostituito a Montecitorio da Antonio Pavan.